# Републикански път III-1903
Републикански път IIІ-1903 е третокласен път, част от Републиканската пътна мрежа на България, преминавщ изцяло по територията на Благоевградска област. Дължината му е 10,4 km.
Пътят се отклонява наляво при 51 km на Републикански път II-19 на 4 km източно от град Добринище, пресича река Места, изкачва се нагоре по долината ѝ до устието на левия ѝ приток река Златарица и по долината на последната достига до югозападния край на село Елешница. След това в района на минерална баня Елешница пътят преодолява нисък вододел и отново слиза в долината на Места, като продължава нагоре покрай левият ѝ бряг, пресича я и непосредствено след моста, в близост до гара Генерал Ковачев се свързва с Републикански път II-84 при неговия 95,4 km.
| Пътища, отклоняващи се надясно (населено място, № на пътя, посока на пътя) | km   | Пътища, отклоняващи се наляво (посока на пътя, № на пътя, населено място) |
| -------------------------------------------------------------------------- | ---- | ------------------------------------------------------------------------- |
| Община Банско, II-19, 51 km ←                                              | 0,0  | ← 51 km, II-19, Община Банско                                             |
| Община Разлог                                                              | 1,5  | Община Разлог                                                             |
| (за с. Палатик) общински път, с. Елешница ←                                | 5,6  | с. Елешница                                                               |
| (от с. Звъничево) II-84, 95,4 km →                                         | 10,4 | → 95,4 km, II-84 (до 36,6 km на II-19)                                    |